# Karla Štěpánová
Karla Štěpánová (Zliv, 13 september 1991) is een Tsjechisch veldrijdster en mountainbiker. 
Štěpánová was tweemaal Tsjechisch kampioene mountainbike, in 2015 en 2016. Ze won het eindklassement van de TOI TOI Cup 2020/21.